# Ana María Fernández Planas
Ana Maria Fernández Planas (Blanes, 16 d'octubre del 1968-Blanes, 15 d'agost del 2021) va ser una fonetista catalana dels segles XX i XXI.

## Biografia
Doctora en Lingüística per la Universitat de Barcelona, va començar les seves investigacions al camp de la fonètica articulatòria del castellà i del català. Va ser professora de lingüística a la Universitat de Barcelona. Des del 1998 va ser responsable tècnica del Laboratori de Fonètica de la Universitat de Barcelona i des del 1984 coordinadora de la revista Estudis de Fonètica Experimental. El 2018 va ser guardonada amb el Premi Antoni Caparrós al millor projecte de transferència de coneixement de la Universitat de Barcelona.
Va ser una de les pioneres de la introducció de l'electropalatografia a Espanya. Entre les seves contribucions científiques més destacades hi ha el càlcul dels valors dels llindars perceptius de durada i F0 en espanyol.
Va publicar més de cent obres científiques, entre elles nombrosos articles de fonètica en revistes especialitzades (com Verba. Anuari gallec de filoloxia, Estudis Romànics, Caplletra, Journal of International Phonetic Association, Onomázein, Géolinguistique, Head and Neck i Aphasiology) i alguns llibres sobre el mateix tema.
Va morir a Blanes el 15 d'agost del 2021, després de contraure una neoplàsia de pàncrees.

## Obres destacades
- Manual de fonética española,amb Eugenio Martínez Celdrán (Ariel, 2007)
- Así se habla. Nociones fundamentales de fonética general y española[5] (Horsori, 2005)
- Prácticas de transcripción fonética en castellano,amb Josefina Carrera Sabaté (Salvatella, 2001)